# Middelfart
Middelfart település Közép-Dániában. 

## Etimológia
A Middelfart név, amelyet először 1231-ben Mæthælfar néven jegyeztek fel II. Valdemár nyilvántartási könyvében (Liber Census Daniae), a régi dán mæthal (jelentése: közép) és far (jelentése: út) szavakból áll. Ez a név eredetileg a Snævringen (szűkület) nevű szorosra utalt, amely a Kis-Bælt legszűkebb része, és amelyet később a településre is használni kezdtek.

## Közlekedés
A településen keresztülhalad a Koppenhága–Fredericia/Taulov-vasútvonal.

## Fordítás
Ez a szócikk részben vagy egészben  a   Middelfart című angol Wikipédia-szócikk fordításán alapul.  Az eredeti cikk szerkesztőit annak laptörténete sorolja fel. Ez a jelzés csupán a megfogalmazás eredetét és a szerzői jogokat jelzi, nem szolgál a cikkben szereplő információk forrásmegjelöléseként.